# Lã Hưng
Lã Hưng (chữ Hán: 呂興, ?－264) hay Lữ Hưng, là một nhân vật nhà Đông Ngô thời Tam Quốc trong lịch sử Trung Quốc. Lã Hưng vốn là một viên quan ở quận Giao Chỉ, sau đó ra tay giết chết Thái thú Tôn Tư (chữ Hán: 孫諝), mang Giao Chỉ về hàng nhà Tào Ngụy.

## Cuộc đời
Từ trước năm 263, Thái thú Tôn Tư (孫諝) nhà Đông Ngô cai trị Giao Chỉ tàn ác, dân chúng quận Giao Chỉ và Nhật Nam bất mãn. Tôn Tư còn bắt hàng nghìn thợ thủ công Giao Chỉ mang sang kinh đô Kiến Nghiệp phục dịch. Năm 263, vua Đông Ngô là Tôn Hưu lại sai Đặng Tuân (chữ Hán: 鄧荀) sang Giao Chỉ tìm bắt chim công và lợn rừng. Nhân dân Giao Chỉ khi thấy Tuân sang, sợ rằng nhà Ngô muốn bắt thêm người sang phục dịch, càng thêm bất mãn.
Năm 263, Lã Hưng, một viên quan (quận lại) ở quận Giao Chỉ, kích động nhân dân cùng nhau nổi dậy giết chết Tư và Tuân. Lã Hưng chiếm cứ quận Giao Chỉ, các quận Nhật Nam và Cửu Chân cũng theo Lã Hưng. Lã Hưng sau đó sai đô úy là Đường Phổ (chữ Hán: 唐譜) sang Nam Trung xin hàng phục đô đốc Hoắc Dặc nhà Tào Ngụy. Hoắc Dặc gửi thư về Lạc Dương báo cho triều đình.
Lã Hưng mang quận Giao Chỉ về hàng Tào Ngụy dù lúc đó bị ngăn cách về địa lý. Theo John Crawfurd, sự kiện này đánh dấu thời điểm Việt Nam "vô hình" độc lập khỏi Trung Quốc.
Đại Việt sử ký toàn thư chép:
Quý Mùi, [263], (Hán Viêm Hưng năm thứ 1, Ngô Vĩnh An năm thứ 16). Mùa xuân, tháng 3, lúc trước nhà Ngô lấy Tôn Tư làm Thái thú Giao Châu, Tư là người tham bạo, làm hại dân chúng. Đến đây vua Ngô sai Đặng Tuân đến quận. Tuân lại tự tiện bắt dân nộp 30 con công đưa về Kiến Nghiệp. Dân sợ phải đi phục dịch đường xa, mới mưu làm loạn. Mùa hạ, tháng 4, quận lại là Lữ Hưng giết Tư và Tuân, xin nhà Tấn đặt Thái thú và cho binh. (Xét sách Cương mục chép là xin nhà Ngụy đặt quan, nhưng đến năm sau. Ngụy nhường ngôi cho Tấn, thì Ngụy cũng tức là Tấn). Các quận Cửu Chân, Nhật Nam đều hưởng ứng. Năm ấy nhà Hán mất.

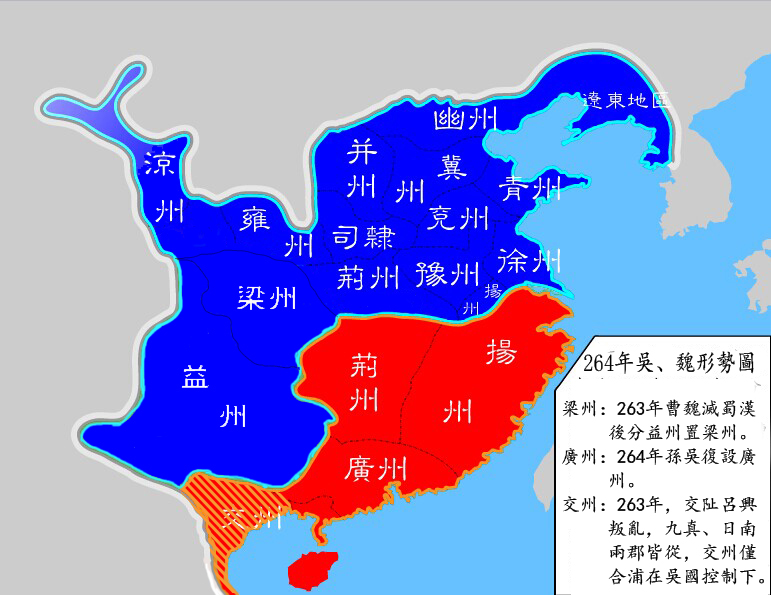
Bản đồ Tam quốc năm 264. Giao Châu từ năm 263 do Lữ Hưng chiếm giữ.

Cuối năm 263, Tào Ngụy tiến hành chiến dịch tiêu diệt Thục Hán thành công. Năm 264, quyền thần nhà Ngụy là Tư Mã Chiêu nhân danh Ngụy Nguyên Đế Tào Hoán phong cho Lã Hưng làm An Nam tướng quân, Giao Châu thái thú,  và cho Hoắc Dặc (tướng cũ Thục Hán) làm Thứ sử Giao châu (nhưng vẫn ở Nam Trung, không trực tiếp sang Giao Châu).
Đến năm 264, trước hành động của Lữ Hưng kèm theo nguy cơ mất cả Giao Châu, Tôn Hưu vội chia tách Giao Châu thành hai châu là Quảng Châu (trị sở tại Phiên Ngung) và Giao Châu (trị sở tại Long Biên). Giao Châu mới chỉ gồm 4 quận còn lại ở phía nam là Hợp Phố, Giao Chỉ, Cửu Chân và Nhật Nam. Cuối năm 264, chiếu chỉ của Tào Ngụy chưa đến nơi thì Lã Hưng đã bị thủ hạ là công tào Lý Thống (chữ Hán: 李統) giết chết.
Đại Việt sử ký toàn thư chép:
Giáp Thân, [264], (Ngụy Tào Hoán Hàm Hy năm thứ 1, Ngô Tôn Hạo Nguyên Hưng năm thứ 1). Mùa thu, tháng 7, nhà Ngô tách Giao Châu, đặt Quảng Châu. Bấy giờ Ngô đã phụ vào Tấn. Nhà Tấn cho Lữ Hưng làm An Nam tướng quân đô đốc Giao Châu chư quân sự, cho Nam Trung giáp quân là Hoắc Dặc xa lĩnh Thứ sử Giao Châu, cho được tùy nghi tuyển dụng trưởng lại. Dặc dâng biểu tiến cử Thoán Cốc (có sách chép là Phần Cốc) làm Thái thú, đem thuộc lại là bọn Đổng Nguyên, Vương Tố đem quân sang giúp Hưng, nhưng chưa đến nơi thì Hưng đã bị công tào là Lý Thống giết. Cốc cũng chết (có sách chép Cốc ốm chết).
Năm 265, nhà Tấn cướp ngôi nhà Ngụy, cử Dương Tắc (chữ Hán: 楊稷) làm thái thú Giao Chỉ, Đổng Nguyên làm thái thú Cửu Chân. Từ đây, Giao Châu thuộc quyền nước Tấn. Nước Đông Ngô cử Đào Hoàng (chữ Hán: 陶璜) tiến đánh Tấn để tranh giành Giao Châu và Quảng Châu, đến năm 271 thì Ngô giành lại được. Phía Ngô gọi sự kiện này là loạn Giao Chỉ (chữ Hán: 交阯之亂).

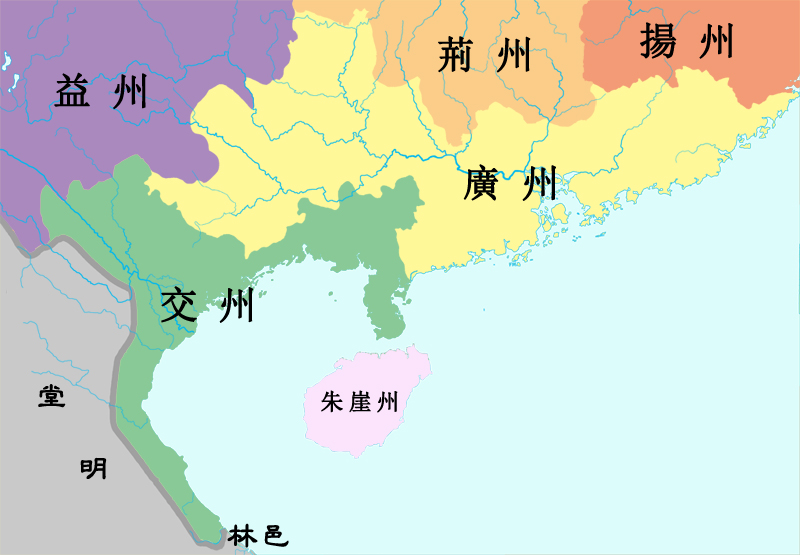
Bản đồ Giao Châu (màu xanh) và Quảng Châu (màu vàng) năm 264, thời Đông Ngô